# Мария Райтер
Мария Райтер (23 декември 1911 – 1992), наричана още с псевдонимите „Mimi“ или „Mitzi“, е известна с това, че е била в любовни взаимоотношения с Адолф Хитлер през ранната 1920 г.
Тя разказва историята си пред германското списание „Stern“ през 1959 г.

## Биография
Райтер е дъщеря на ръководителя на Германската социалдемократическа партия в Берхтесгаден.

### Отношения с Хитлер
Мария и Хитлер се срещат в парка на гр. Берхтесгаден през 1926. Мария, тогава на 16, и Хитлер, на 37, разхождали немските си овчарки (виж Блонди). По това време Хитлер е бил млад, борещ се за идеите на партията лидер. Той харесва свежият, типично германският чар на Мария, и я кани на една от неговите речи.
Скоро двамата започнали да си организират все по-дълги разходки с Мерцедеса на Хитлер. Хитлер я наричал „Mimi“, и поискал тя да го нарича „Wolf.“ Единственото нещо, което притеснявало Мария било това, че Хитлер никога не свалял камшика си. Един слънчев ден, те просто слезли от колата, и се втурнали в ливадите, като деца. Оставяйки Мими на един висок бор, Хитлер и казал: „Просто стой тук, където си. Ти си моят горски дух... По-нататък ще разбереш.“ Това била първата им страстна целувка. „Бях толкова щастлива, че ако пожелаех, можех да умра.“ споделя по-късно Мария. Докато се връщали към колата, Хитлер и казал, че идеала му е да се ожени за нея и да имат руси деца, но първо трябвало да спаси Германия.
Притеснен, че романса му с Мими ще се отрази неблагоприятно на политическата му кариера, Хитлер прекъсва взаимоотношенията си с нея през лятото на 1928 г. В опитите си да се съвземе от случилото се, Райтер се омъжва за хотелиер в Сийфийлд, Австрия. През януари 1931 г. се почукало на вратата и. Бил Рудолф Хес: „Хитлер ме изпрати. Иска да знае дали си щастлива.“ На Мария и хрумва идеята да избяга в Мюнхен. Последвало трогателно помирение, и двамата с Хитлер прекарват нощта на дивана му. Мария споделя: „Дадох му това, което искаше. Никога не съм била по-щастлива.“ В същия ден Хитлер и казва: „Мимилен, сега съм богат. Мога да ти предложа всичко. Никога не съм обичал друга жена така, както обичах теб.“
Мария все повече иска брак, докато Хитлер не бил ориентиран към това. След като се развежда с първия си съпруг, Мария се омъжва за офицер на име Кубиш през 1936. Хитлер поздравява Кубиш, и по-късно изпраща на Мими 100 червени рози, когато е убит във Франция през 1940 г.
Последната среща на Мария с Хитлер е в Мюнхен през 1938. Когато го пита: „Щастлив ли си, Wolf?“, Хитлер отговаря: „Не, ако имаш предвид с Ева. Казах и, че някой ден ще срещне някой по-млад. Вече съм прекалено стар.“ (Хитлер е бил на 49.) Тогава Мими пита Хитлер: „Ще има ли война?“, както всички други – Фюрера свил рамене и се обърнал назад.